# Tierras Nuevas Poniente
Tierras Nuevas Poniente es un barrio ubicado en el municipio de Manatí en el estado libre asociado de Puerto Rico. En el Censo de 2010 tenía una población de 3614 habitantes y una densidad poblacional de 191,3 personas por km².

## Geografía
Tierras Nuevas Poniente se encuentra ubicado en las coordenadas 18°27′47″N 66°30′55″O / 18.46306, -66.51528. Según la Oficina del Censo de los Estados Unidos, Tierras Nuevas Poniente tiene una superficie total de 18.89 km², de la cual 16.21 km² corresponden a tierra firme y (14.22%) 2.69 km² es agua.

## Demografía
Según el censo de 2010, había 3614 personas residiendo en Tierras Nuevas Poniente. La densidad de población era de 191,3 hab./km². De los 3614 habitantes, Tierras Nuevas Poniente estaba compuesto por el 78.56% blancos, el 10.79% eran afroamericanos, el 0.5% eran amerindios, el 0.22% eran asiáticos, el 5.92% eran de otras razas y el 4.01% pertenecían a dos o más razas. Del total de la población el 98.53% eran hispanos o latinos de cualquier raza.